# An Hòa, Biên Hòa
An Hòa là một phường thuộc thành phố Biên Hòa, tỉnh Đồng Nai, Việt Nam.

## Địa lý
Phường An Hòa nằm ở phía nam thành phố Biên Hòa, cách trung tâm thành phố khoảng 8 km, có Quốc lộ 51 đi qua, có vị trí địa lý:
- Phía đông giáp phường Phước Tân
- Phía tây và phía bắc giáp phường Long Bình Tân
- Phía nam giáp phường Phước Tân và xã Long Hưng.

Phường An Hòa có diện tích 9,20 km², dân số năm 2022 là 23.679 người, mật độ dân số đạt 2.573 người/km².
Trên địa bàn phường có nhiều kênh rạch nhỏ đổ ra sông Đồng Nai. Trong lòng đất An Hòa, các nhà khảo cổ học đã phát hiện được nhiều di vật của lớp cư dân cổ từng sinh sống ven sông Đồng Nai. Mảnh đất này được các tộc người của nhiều nền văn minh đến định cư, lập nghiệp xuyên suốt cả một thời kỳ lịch sử từ thời đại đồng thau cách nay hàng nghìn năm.

## Hành chính
Phường An Hòa được chia thành 4 khu phố gồm: 1, 2, 3, 4.

## Lịch sử
Phường An Hòa có lịch sử hình thành rất lâu đời, xưa kia là trung tâm của làng cổ Bến Gỗ - một vùng đất được khai phá sớm nhất của vùng đất Biên Hòa – Đồng Nai. Người dân bản địa và vùng lân cận đến nay vẫn còn gọi chung phường An Hòa là Bến Gỗ do quen miệng từ lúc xưa. Nói nôm na, nhắc đến phường An Hòa coi như nói đến làng cổ Bến Gỗ và ngược lại.
Dưới thời nhà Nguyễn, An Hòa là một thôn thuộc tổng Long Vĩnh Thượng, huyện Long Thành, phủ Phước Long, trấn Biên Hòa. Năm 1837, hai huyện Phước An và Long Thành được tách ra khỏi phủ Phước Long để thành lập phủ Phước Tuy.
Dưới thời Pháp thuộc, Long Thành là một quận thuộc tỉnh Biên Hòa, làng An Hòa thuộc tổng Long Vĩnh Thượng, quận Long Thành.
Đến thời Việt Nam Cộng hòa, tổng Long Vĩnh Thượng được sáp nhập vào quận Châu Thành (năm 1963 đổi thành quận Đức Tu). Lúc này, xã An Hòa Hưng được chính quyền Sài Gòn thành lập, bao gồm cả địa bàn xã Long Hưng ngày nay.
Sau năm 1975, An Hòa là một xã thuộc huyện Long Thành, tỉnh Đồng Nai.
Ngày 12 tháng 2 năm 1987, Hội đồng Bộ trưởng ban hành Quyết định số 16-HĐBT về việc thành lập xã Hòa Hưng thuộc huyện Long Thành trên cơ sở xã An Hòa và xã Long Hưng.
Năm 1994, chia xã Hòa Hưng thành xã An Hòa và xã Long Hưng.
Ngày 5 tháng 2 năm 2010, Chính phủ ban hành Nghị quyết số 05/NQ-CP về việc chuyển xã An Hòa thuộc huyện Long Thành về thành phố Biên Hòa quản lý.
Ngày 10 tháng 5 năm 2019, Ủy ban Thường vụ Quốc hội ban hành Nghị quyết số 694/NQ-UBTVQH14 (nghị quyết có hiệu lực từ ngày 1 tháng 7 năm 2019) về việc thành lập phường An Hòa thuộc thành phố Biên Hòa trên cơ sở toàn bộ 9,21 km² diện tích tự nhiên và 22.925 người của xã An Hòa.

## Kinh tế - xã hội

### Kinh tế
Cơ cấu kinh tế của phường An Hòa phát triển theo hướng thương mại - dịch vụ - công nghiệp, tiểu thủ công nghiệp và nông nghiệp. Tiểu thủ công nghiệp phát triển mạnh với nghề sản xuất gạch. Ngoài ra, nghề sản xuất - chưng cất rượu Bến Gỗ truyền thống vẫn được lưu giữ.
Những sản phẩm nổi tiếng của phường An Hòa (Bến Gỗ) là rượu Bến Gỗ và hột vịt Bến Gỗ. Hôt vịt Bến Gỗ có lòng đỏ tươi đặc trưng do vịt chạy đồng ở vùng này có nguồn thức ăn là hến tự nhiên từ các nhánh sông Đồng Nai, dân sành ăn trứng vịt ở thành phố Biên Hòa và các vùng lân cận chỉ ăn trứng vịt Bến Gỗ.
Phường An Hòa tọa lạc ven sông Đồng Nai có khí hậu mát mẻ quanh năm, địa thế nghiêng dần từ bắc xuống nam, so với những khu vực lân cận thì phường An Hòa có nhiều ưu điểm hơn về vị trí địa lý, về ô nhiễm môi trường và tình trạng ngập nước... Cuộc sống người dân nơi đây rất yên lành. Chợ Bến Gỗ có từ rất lâu, trước đây chợ Bến Gỗ là chợ duy nhất của khu vực An Hòa, Long Hưng, Long Bình Tân, kể cả dân cư ở khu vực ven sông Đồng Nai thuộc quận 9 (Thành phố Hồ Chí Minh) cũng sang đây mua bán nên hoạt động mua bán rất sôi động tấp nập, những năm gần đây cùng với sự phát triển rất nhanh của toàn khu vực, dân cư từ nhiều nơi về đây sinh sống rất đông, nhiều khu chợ mới cũng mọc lên, phần nào làm giảm đi sức mua bán của chợ Bến Gỗ. Tuy nhiên những ngày nghỉ, những ngày lễ tết thì chợ Bến Gỗ vẫn hoạt động sôi động nhất.
Với vị trí địa lý thuận lợi bậc nhất khu vực, phường An Hòa được đánh giá là khu vực phát triển năng động nhất trong tương lai. Là phường cửa ngõ vào khu đô thị Long Hưng và phường Phước Tân, có địa thế giáp sông Đồng Nai và quốc lộ 51, có hệ thống đường giao thông kết nối tất cả các khu vực xung quanh, cách thành phố Thủ Đức (Thành phố Hồ Chí Minh) chỉ một con sông Đồng Nai, cầu An Hảo xây dựng xong đã kết nối từ An Hòa tới Biên Hòa trong cự ly chỉ còn 7 km.

### Xã hội

#### Giáo dục
Phường An Hòa có:
- Trường Mầm non Hoa Sen
- Trường Mẫu giáo Hòa Hưng
- 2 nhà trẻ ngoài công lập
- Trường Tiểu học An Hòa
- Trường Tiểu học Nguyễn Thị Sáu
- Trường THCS Hòa Hưng.

## Văn hóa
Trên địa bàn phường An Hòa có nhiều cơ sở tín ngưỡng, tôn giáo và các Hồi Tượng Trợ: Chùa Bửu An, Thánh thất Cao Đài, nhà thờ Tin Lành Bến Gỗ, đình An Hòa, đình Thiết Tượng, chùa Ông Quan Thánh, miễu Bà Mụ Cọp, miễu Bà Khoanh, Miễu Bà Bàu Sen, Miễu Bà Thiên Mụ Phước Khả, Miễu Dên Dên,... Ở phường An Hòa vẫn còn duy trì sinh hoạt của các Hồi do người dân ở đây thành lập nhằm mục đích tương trợ lẫn nhau lúc gia đình có ma chay hữu sự, lâu đời nhất là Hồi Tương Trợ (thành lập tháng 11/1952), hồi Chùa Lầu.
Đình An Hòa thờ Thành Hoàng Bổn Cảnh là di tích kiến trúc nghệ thuật cấp quốc gia được xếp hạng năm 1989, đình được xây dựng vào năm 1792, vẫn còn bảo lưu nhiều công trình kiến trúc nghệ thuật chạm khắc độc đáo.
Phường An Hòa là địa bàn còn bảo lưu rõ nét những giá trị sinh hoạt văn hóa truyền thống đậm chất Nam Bộ. Bao gồm:
- 1 đoàn hát bội dân lập.
- 4 đội đua thuyền. Các đội đua thuyền của xã An Hòa đạt nhiều giải cao trong các cuộc đua tài của tỉnh và khu vực miền Đông Nam Bộ.
- 2 đội Lân sư rồng.
- 1 câu lạc bộ Đờn ca tài tử.
- 1 ban quý tế đình An Hòa, tổ chức thực hiện các lễ Kì yên theo đúng văn hóa truyền thống ngày xưa.

Phường An Hòa có truyền thống đấu tranh cách mạng kiên cường trong kháng chiến chống ngoại xâm. Năm 2000, xã An Hòa được Nhà nước phong tặng Danh hiệu cao quý: Anh hùng Lực lượng vũ trang nhân dân.